# Jeinsen (Adelsgeschlecht)

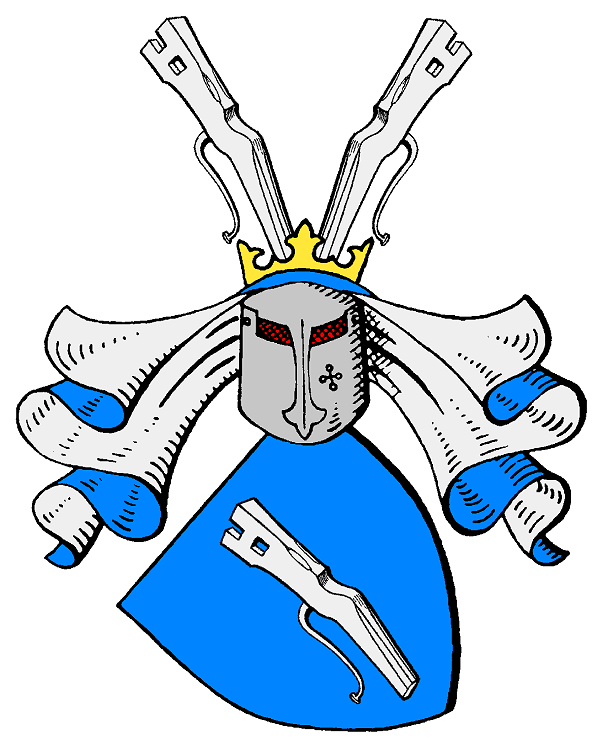
Wappen derer von Jeinsen

Die von Jeinsen gehören zum Uradel Niedersachsens und nennen sich nach dem gleichnamigen Ort Jeinsen im ehemaligen Fürstentum Calenberg. Sie sind ein Zweig des uradeligen Geschlechts der Grimpe und sind eines Stammes und Wappens mit den von Bennigsen.

## Geschichte
Das Geschlecht wird erstmals 1136 mit den Domherren Bernhard und Friedrich v. Jeinsen urkundlich erwähnt. Entstanden ist der Name aus Gegonhuson und wechselte später zwischen Jenhusen, Gynhusen und Jeinsen.
Der Name der Familie Jeinsen ist eng mit der Ortschaft Jeinsen verknüpft. Anfang des 10. Jahrhunderts befand sich an der Stelle der heutigen Jeinser Kirche der Herrensitz eines fränkischen Ritters. Bei der Renovierung der Jeinser Kirche im Jahr 1957 wurde in der Kirchhofsmauer ein Säulenkapitell gefunden, das das erste Mal in der Zeit zwischen 800 und 900 bearbeitet worden sein muss. Die Größe des Säulenkapitells lässt auf eine Säulenhöhe von 8 bis 10 Metern schließen, die wohl Bestandteil eines Herrensitzes war. Aus den Fundstücken ergibt sich das folgende Bild: an der Stelle der heutigen Kirche stand bereits im 9. bzw. 10. Jahrhundert ein Herrensitz eines wahrscheinlich fränkischen Adligen. Sein Name war Geyno. Hieraus hat sich später der Name Jeinsen entwickelt.
Für Namensträger der Familie bestanden Villikationen des Klosters Werden und des Marienklosters. Angehörige der Familie besaßen Güter und Ländereien u. a. in den Ortschaften Jeinsen, Gestorf, Eldagsen und Wennigsen (Bönnigsen). Das Rittergut Gestorf II geht auf den Erwerb von Grundbesitz durch Albert v. Jeinsen im Jahr 1407 von denen von Reden zurück. Lehnsherren waren die Grafen von Hallermund. Heutiger Eigentümer ist Uwe-Heinrich Flohr. Das Rittergut III, zuvor im Besitz derer von Linsingen, gehört heute der Familie von Jeinsen. Darüber hinaus sind die von Jeinsen schon im 14. Jahrhundert von den Grafen von Hallermund mit Burgmannshöfen in Eldagsen beliehen worden. Das später sogenannte von Jeinsensche Gut umfasste etwa das nordöstliche Viertel innerhalb der Stadtbefestigung Eldagsen. Die Rittergüter Eldagsen I und IV wurden im 19. Jahrhundert verkauft.
In der Eldagser St Alexandri Kirche wurden zahlreiche Familienangehörige beerdigt. An verschiedenen Stellen in der Eldagser Kirche befinden sich heute noch insgesamt 3 Jeinsen’sche Epitaphe. Das älteste Epitaph stammt von Ludolf v. Jeinsen (* 1485; † 15. März 1564, Braunschweig-Lüneburgischer Hofmarschall), der mit Sophie v. Haus verheiratet war. Auf dem Epitaph befinden sich die Wappen der väterlichen Vorfahren: v. Jeinsen, v. Mandelsloh, v. Haverbier und v. Heimburg, und der mütterlichen Vorfahren: v. Wienhusen, v. Zulichepale, v. Blehusen und v. Cramm.

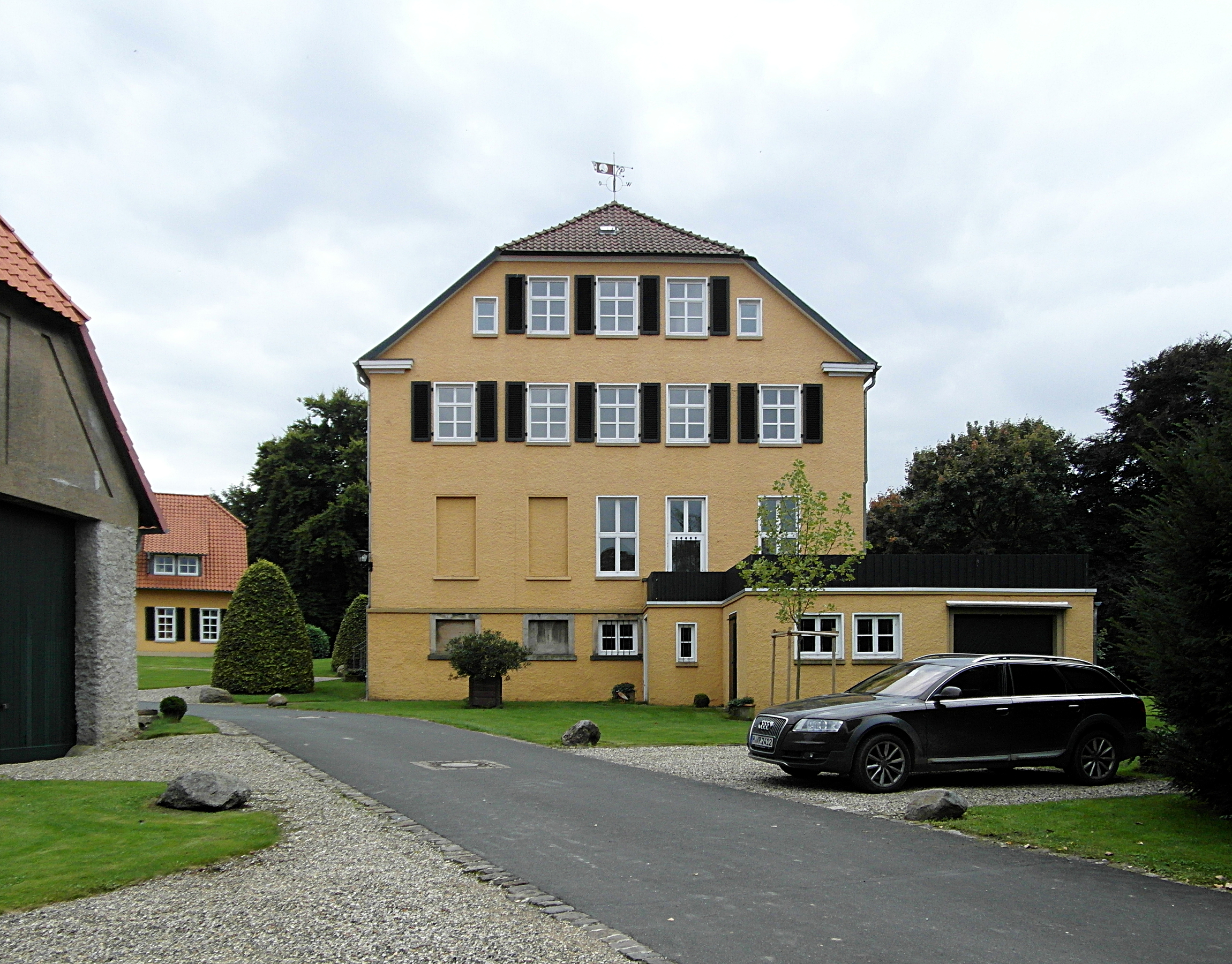
Gestorf II
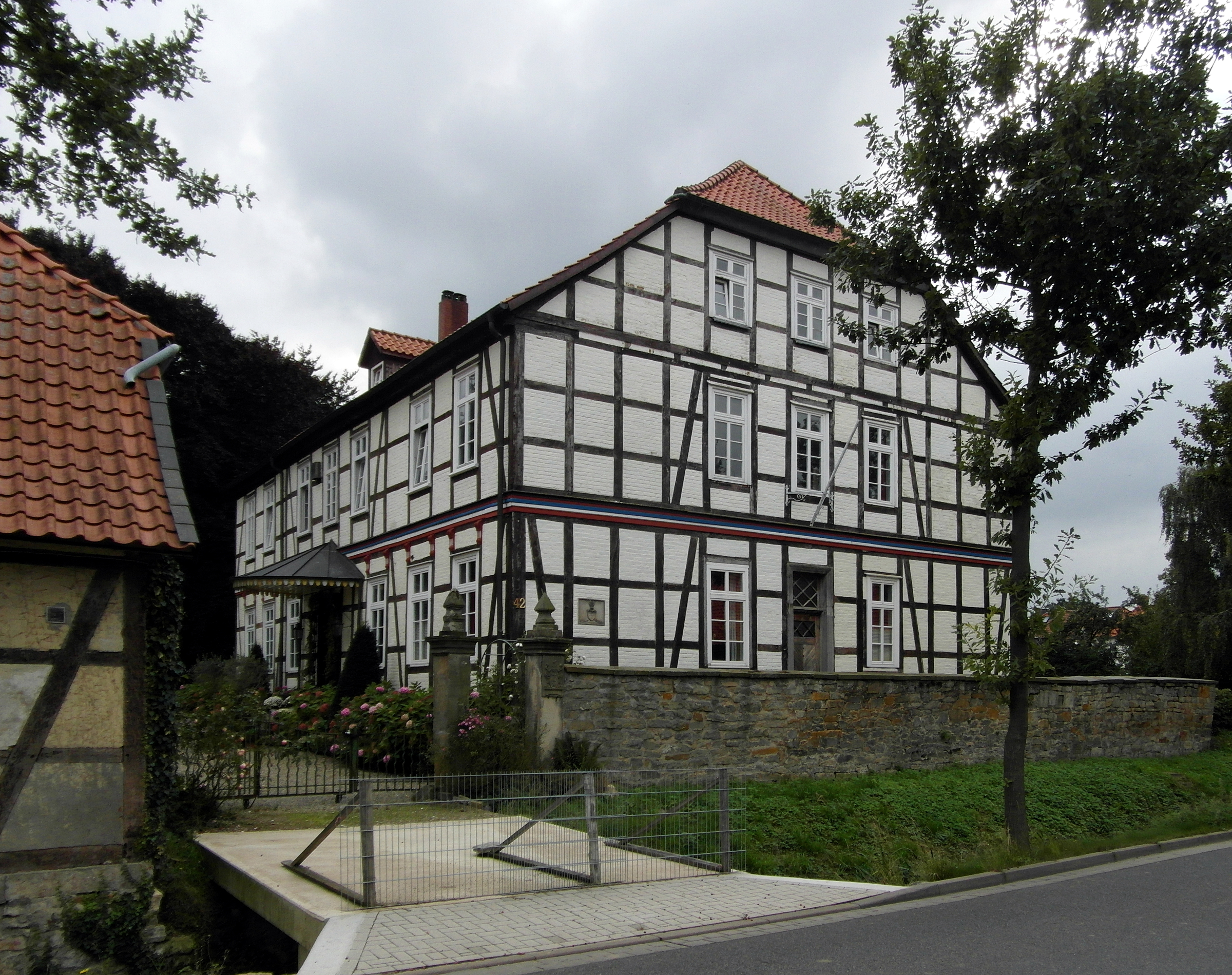
Gestorf III

Die Familie bekleidete zahlreiche Ämter im Kloster Wülfinghausen, im Kloster Marienwerder, im Kloster Wennigsen, im Kloster Mariensee und im Kloster Barsinghausen. Margareta Clara v. Jeinsen, geboren am 17. Juli 1599, trat im Jahr 1612 als Dreizehnjährige in den Konvent des Klosters Wennigsen ein. Sie war von 1662 bis zu ihrem Tode im Jahre 1682 Domina (Äbtissin) des Klosters Wennigsen. In ihrer Amtszeit hatte Margaretha Clara maßgeblichen Einfluss auf den Wiederaufbau der Klosterkirche nach dem Dreißigjährigen Krieg. Aus den Kirchenakten geht hervor, dass der Kirchturm unter ihrer Leitung um ein Stockwerk erhöht wurde. Die Kanzel wurde von ihr gestiftet und ist 1671 entstanden. Am Kanzelkorb befindet sich eine Darstellung von Christus und den 4 Evangelisten und der folgende Schriftzug: „Margarete Clara von Jeinsen Domina AO 1671“. Sie verstarb am 9. November 1682 und wurde im Chor (Altarraum) der Klosterkirche begraben. Ihr Grabstein (Epitaph) wurde später auf den Nonnenchor (Prieche) versetzt. Auf dem Epitaph befinden sich die 16 Wappen der Vorfahren. Hierbei handelt es sich um die sogenannte Ahnenprobe, denn die Aufnahme in das Kloster Wennigsen setzte damals voraus, dass alle 16 Vorfahren adelig waren. Es handelt sich um die väterlichen Vorfahren: v. Jeinsen, v. Haus, v. Mandelsloh, v. Zertzen, v. Haberbier, v. Felten, v. Heimburg v. der Malsburg und die Wappen der mütterlichen Vorfahren: v. Bennigsen, v. Lenthe, v. Weltsen, v. Alten, v. Rumschotel, v. Borsslo, v. Rodeln und v. Ruschenplaten.
Die von Jeinsen bilden zusammen mit den von Alten, von Ilten, von Heimburg, von Knigge, von Lenthe, von Münchhausen, von Reden, von Bennigsen, von Linsingen und von Rössing den Kreis der uralten Geschlechter des Fürstentums Calenberg.

## Persönlichkeiten
- Friederich von Jeinsen (* 1136), Domherr zu Hildesheim
- Ludolf von Jeinsen (* 1485; † 1564), Braunschweig-Lüneburgischer Hofmarschall
- Margarethe Clara von Jeinsen (* 17. Juli 1599; † 9. November 1682), Äbtissin des Klosters Wennigsen
- Ernst von Jeinsen (* 1836), Rittergutsbesitzer Gestorf II, Abgeordneter des letzten Landtags des Königreiches Hannover
- Gretha von Jeinsen (* 1906; † 1960), erste Ehefrau von Ernst Jünger
- Ulrich von Jeinsen (* 1952), deutscher Rechtsanwalt und Notar, Hochschullehrer und Honorarprofessor sowie Honorarkonsul der Vereinigten Mexikanischen Staaten für Niedersachsen[8]

Friederich von Jeinsen (1136)
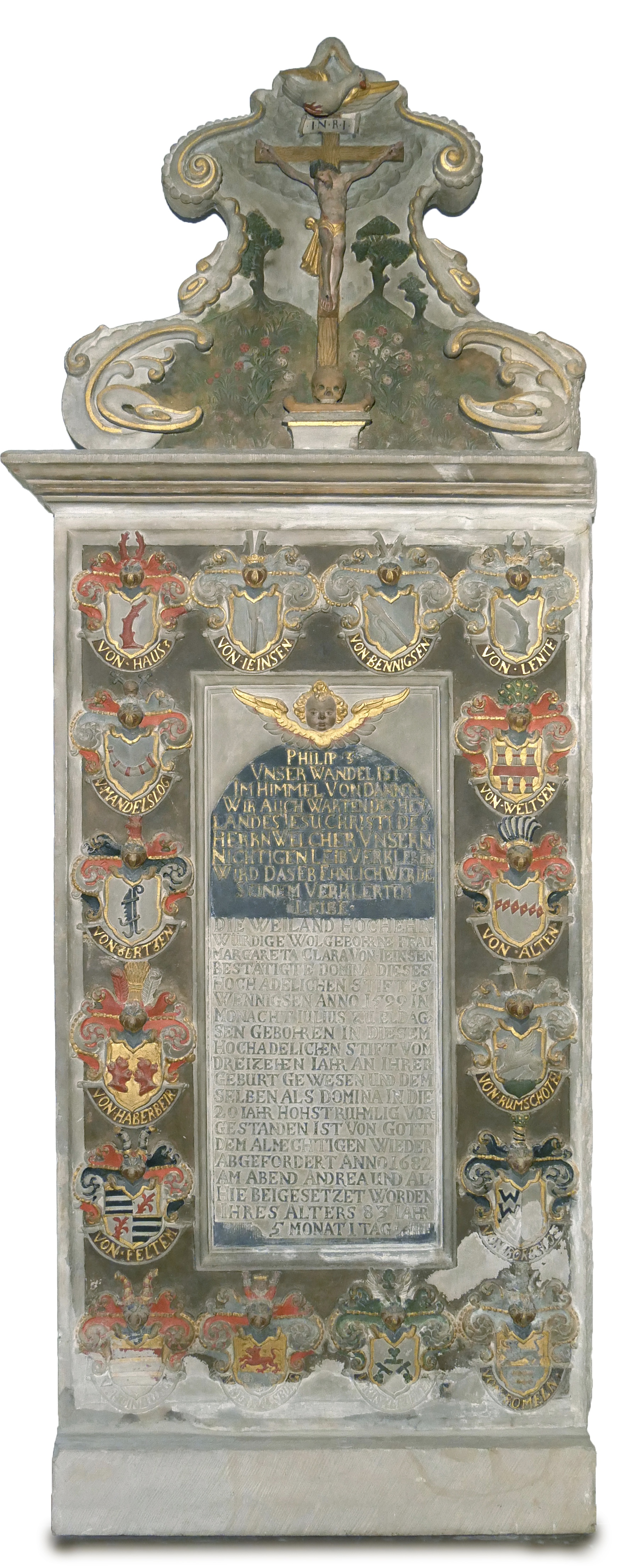
Epitaph von Clara von Jeinsen (1599)
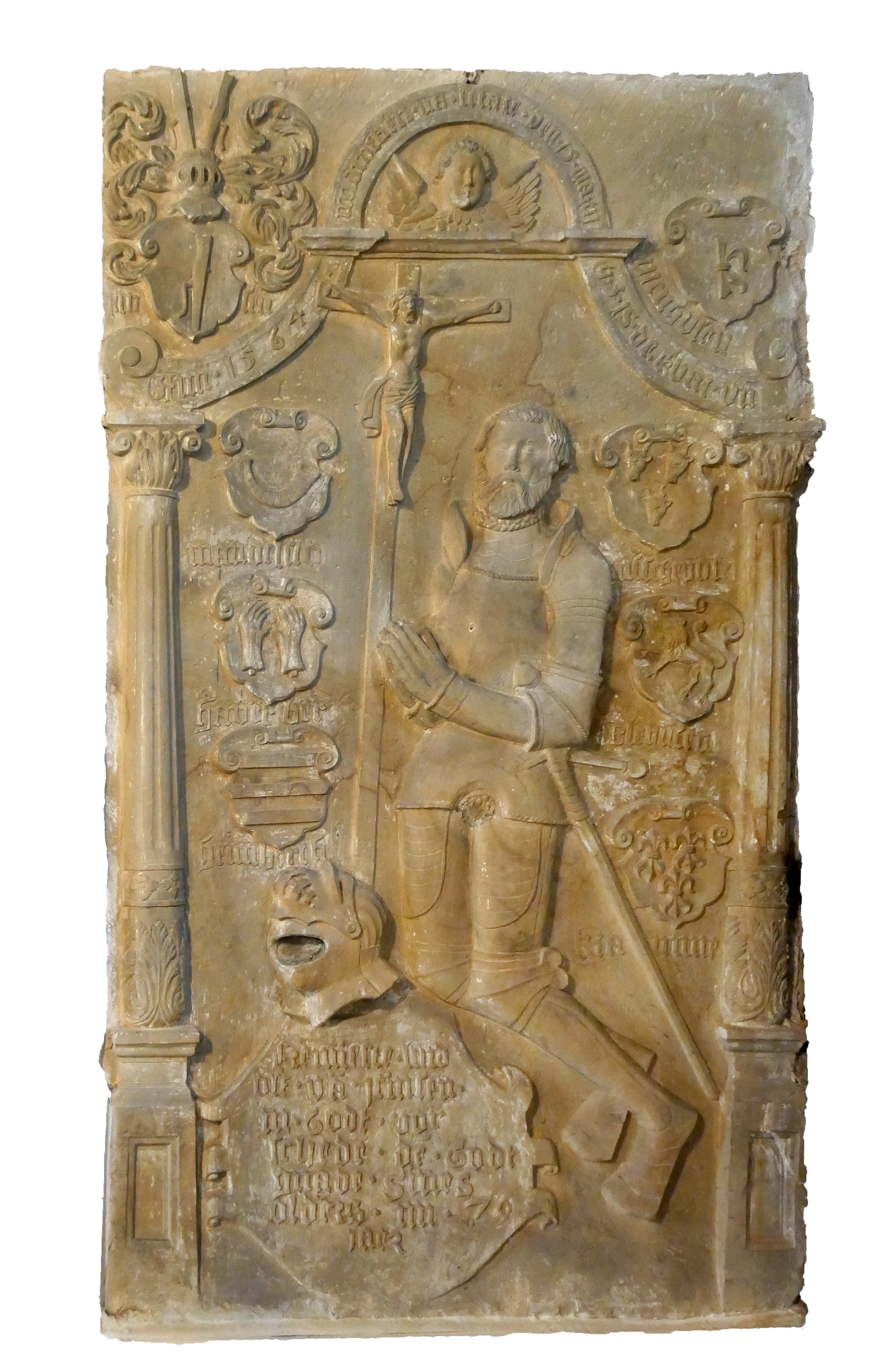
Epitaph von Ludolf von Jeinsen (1485)
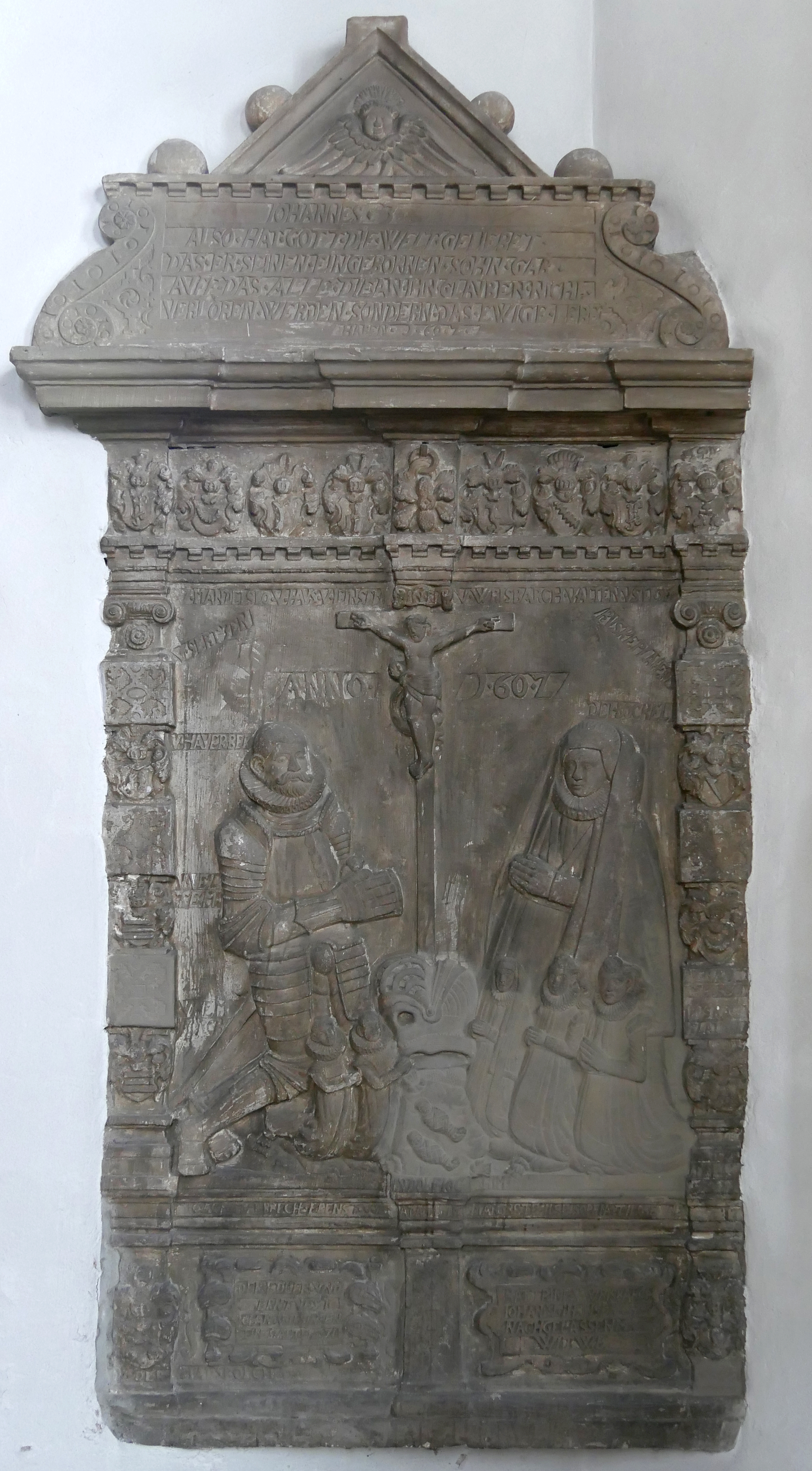
Epitaph von Johann von Jeinsen (1527)
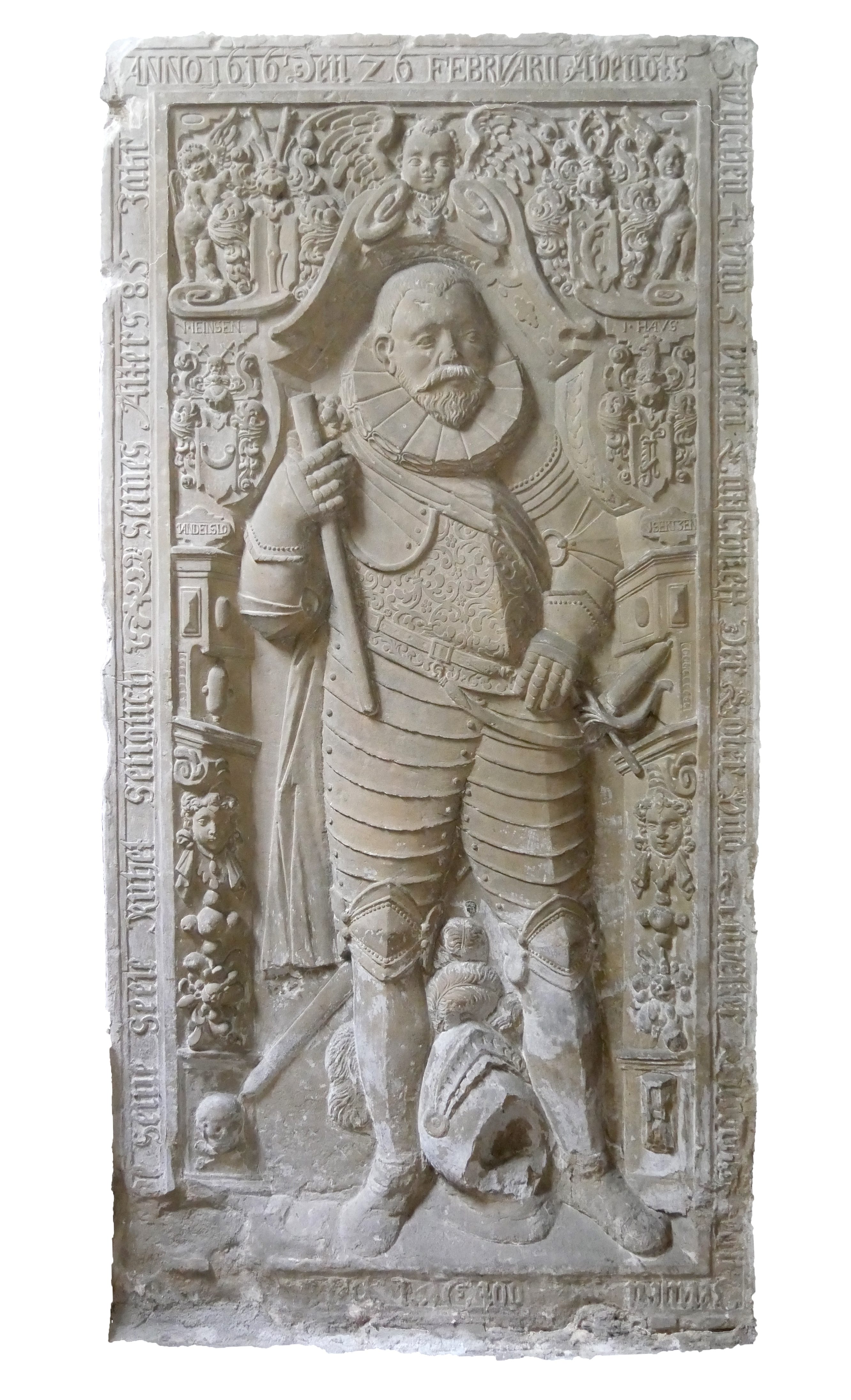
Epitaph von Ludwig von Jeinsen (1531)

## Wappen
Das Wappen zeigt in Blau einen aufgerichteten silbernen Armbrustschaft. Auf dem Helm mit blau-silbernen Decken zwei abgewendete, auswärts gekehrte, silberne Armbrustschäfte.
Wappenspruch: „Meyn Geduld hat Ursach“.

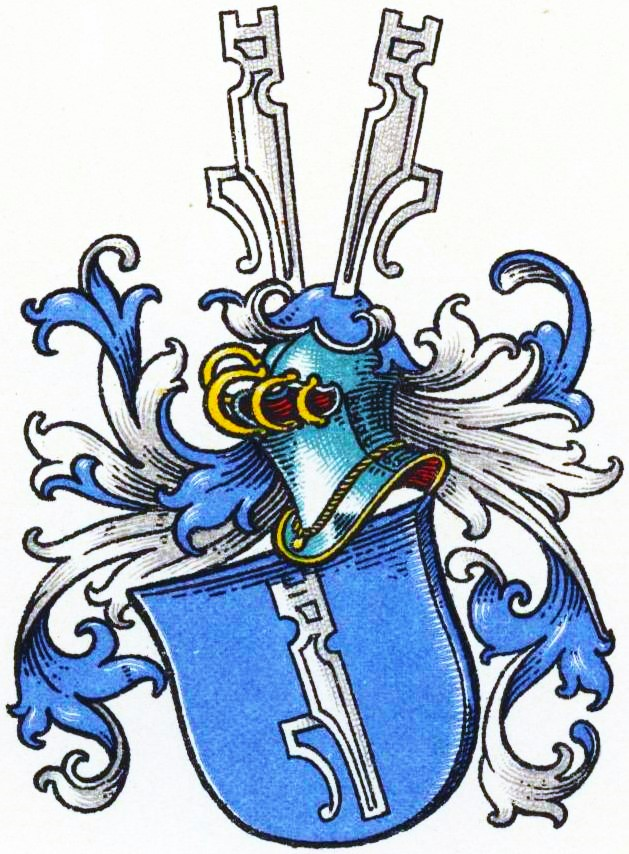
Wappen derer von Jeinsen im Wappenbuch des Westfälischen Adels
Wappen derer von Jeinsen
Wappen derer von Jeinsen
Wappen derer von Jeinsen in Siebmachers Wappenbuch